# 字体编辑器
字体编辑器（font editor）是一种专门设计用来创建和编辑字体文件的应用程序。字体编辑器的不同之处很大程度上取决于用来设计点阵字体还是轮廓字体。多数现代的字体编辑器处理轮廓字体。点阵字体使用旧的技术并且常用于控制台应用。点阵字体编辑器一般都是专用的，就像每个系统平台有自己的字体格式。点阵字体的一个子类是文本模式字体。

## 字体编辑器列表
下列编辑器使用轮廓矢量图形以创建字体文件于常用格式。

### 自由軟體
- BirdFont
- FontForge
- Glyphr Studio

### 专有软件
- DTL FontMaster（Windows）
- FontArk（Web服务）
- FontCreator（High-Logic、Windows）
- FontLab Studio
- Fontographer
- Glyphs（Mac）
- Ikarus
- RoboFont（Mac）
- TypeTool（Mac，Windows）
- Type 3.2 （Mac，Windows）
- Type light（Windows）